# Kataligjuaq
Kataligjuaq, tidigare namn Rawson Island, är en ö i Kanada.   Den ligger i territoriet Nunavut, i den östra delen av landet, 2 100 km norr om huvudstaden Ottawa. Arean är 15,5 kvadratkilometer.
Terrängen på Kataligjuaq är platt. Öns högsta punkt är 85 meter över havet. Den sträcker sig 4,2 kilometer i nord-sydlig riktning, och 10,5 kilometer i öst-västlig riktning.